# Heinz Josef Algermissen
Heinz Josef Algermissen (ur. 15 lutego 1943 w Hermeskeil) – niemiecki duchowny katolicki, biskup Fuldy w latach 2001–2018.

## Życiorys
Święcenia kapłańskie otrzymał 13 lipca 1966 z rąk kardynała Lorenza Jägera i został inkardynowany do archidiecezji Paderborn. Był m.in. proboszczem w Bielefeld i dziekanem dekanatu Minden-Ravensberg-Lippe. W archidiecezji pełnił także funkcje przewodniczącego komisji ekumenicznej oraz Rady Kapłańskiej.

### Episkopat
23 lipca 1996 został mianowany biskupem pomocniczym archidiecezji Paderborn, ze stolicą tytularną Labicum. Sakry biskupiej udzielił mu kardynał Johannes Degenhardt. Jako biskup był odpowiedzialny za instytuty zakonne i świeckie oraz za stowarzyszenia życia apostolskiego.
20 czerwca 2001 Jan Paweł II mianował go biskupem diecezji Fuldy. Ingres odbył się 23 września tegoż roku.
5 czerwca 2018 przeszedł na emeryturę.